# Escudo de Helsinki
El escudo de la ciudad de Helsinki aparece documentado en un sello creado en el año 1639, reinando entonces sobre Finlandia la reina Cristina de Suecia. El diseño vigente fue creado en 1951 por el historiador y heraldista Arne Wilhelm Rancken.
El escudo de la capital finesa cuenta con un campo de azur (azul heráldico) en el que se observa una barca de oro (amarilla), sobre el mar representado de plata (blanco) y surmontada (situada debajo) de una corona abierta adornada con perlas, piedras preciosas y cuatro florones (tres a la vista) que es muy utilizada en la heráldica cívica de aquel país. En este escudo no se han introducido adornos exteriores, no existiendo tampoco una variante grande u ornamentada. Los elementos del escudo vigente se muestran por primera vez en un blasón de forma circular y sin adornos exteriores representado en la parte central de un sello de la ciudad que data de 1639. Existe otro anterior, creado en 1602, con un escudo que cuenta con otro mueble heráldico. En el sello de 1639, como en el precedente, el escudo está rodeado de la inscripción latina que lo identifica. En otro posterior, de 1861, también se incorporó el blasón de la ciudad pero en esta ocasión, a diferencia de los dos casos mencionados, se trata de un escudo ornamentado. La bandera de Helsinki cuenta con los mismos elementos que sus armas.